# Altenia modesta
Altenia modesta is een vlinder uit de familie tastermotten (Gelechiidae). De wetenschappelijke naam is voor het eerst geldig gepubliceerd in 1955 door Danilevsky.
De soort komt voor in Europa.